# Ibn al-Nafis
Ibn al-Nafis (Damasco, 1213 – Cairo, 1288) foi um médico e filósofo árabe, tendo sido o primeiro a descrever a circulação pulmonar do sangue.